# Американський злочин (фільм, 2004)
«Американський злочин» — фільм 2004 року.

## Зміст
До журналістки на ім'я Джессі потрапляє запис, на якому об'єктом стеження є жертва вбивства. Ця жертва — жінка, труп якої було виявлено на узбережжі. Поліція сприйняла її смерть як рядовий нещасний випадок. Після другого запису з новою жертвою, який відправили вже прямо в студію, журналістка та її керівниця Джейн самі беруться за розкриття цих злочинів.